# Vesicularia immunda
Vesicularia immunda är en bladmossart som beskrevs av Cardot in Grandidier 1915. Vesicularia immunda ingår i släktet Vesicularia och familjen Hypnaceae. Inga underarter finns listade i Catalogue of Life.